# Dídima
Dídima (en grec antic Δίδυμα) era un santuari grec dedicat a Apol·lo a la costa de Jònia, prop de Milet, a la rodalia del port de Panormos.
El temple acollia l'Oracle de Dídima, que administrava el genos dels branquides, descendents de l'endeví Brancos, un purificador llegendari fill d'Esmicre, habitant de Delfos, que s'havia establert a Milet. Més tard, l'oracle en prengué el nom, i així passà a dir-se Branquídia (Βράγχιδαι), segons Estrabó, que diu: "en territori dels milesis trobem l'oracle d'Apol·lo Dídim a Branquídia, a uns 18 estadis de la vora del mar".
Cresos, rei de Lídia, el consultà i a canvi va fer regals al temple, segons diu Heròdot. També el consultaven les ciutats de Jònia, Eòlia i fins i tot un faraó egipci, Necó II, que va oferir al temple l'armadura que portava quan va guanyar una batalla. Després de la Revolta Jònica l'any 494 aC, i la presa de Milet pels perses en temps de Darios el Gran, els vencedors van arribar al temple i a l'oracle i el van saquejar i cremar i els branquides es van exiliar a la Sogdiana. Segons Estrabó, Xerxes, el fill de Darios, va reconstruir el temple i li va donar riqueses. Estrabó diu que els sacerdots van posar el tresor del temple al servei de Xerxes quan aquest va envair Grècia i el van acompanyar en la invasió i, després, a la tornada, van seguir el rei a Pèrsia amb tots els tresors per evitar el càstig pel sacrilegi que havien comès.
La sacerdotessa d'Apol·lo donava les profecies després de caure en èxtasi, tal com ho feia també el sacerdot d'Apol·lo a Claros o la pítia de Delfos. A Dídima, la sacerdotessa aguantava una vareta entre les mans, s'asseia sobre una fusta, es rentava els peus i la punta del vestit amb aigua sagrada, aspirava vapors, dejunava tres dies i es retirava al recinte sagrat. Apuleu diu que l'oracle de Branquídia responia per sortem, que tant pot voler dir que s'extreia a l'atzar una resposta com genèricament a la resposta oracular, perquè en podia donar moltes i es triava la més beneficiosa.
Els milesis van reconstruir el temple, més gran que abans, però era tan gran, diu Estrabó, que el van haver de deixar sense sostre. Es va poder fundar una població dins d'aquest recinte, que a més de cases incloïa diversos temples i capelles. Pausànias diu que aquest temple era el més antic dels que hi havia dedicats a Apol·lo de tots els assentaments jonis a Àsia. D'aquesta obra només resten avui un parell de columnes i algunes ruïnes.